# Плевене
Плевене (изписване до 1945 година: Плѣвенъ; на македонска литературна норма: Плевење) е село в Северна Македония, част от община Чашка.

## География
Плевене е село в областта Азот, разположено югозападно от град Велес, на около 10 километра южно от общинския център Чашка.

## История
В XIX век Плевене е изцяло българско село във Велешка кааза на Османската империя. В „Етнография на вилаетите Адрианопол, Монастир и Салоника“, издадена в Константинопол в 1878 година и отразяваща статистиката на населението от 1873 година, Плевен (Pleven) е посочено като село с 4 домакинства и 19 жители българи. Според статистиката на Васил Кънчов („Македония. Етнография и статистика“) в края на XIX век Плѣвенъ има 40 жители, всички българи християни.